# Naarden
Naarden ( výslovnost) je hlavní část města s připojenými satelitními obcemi v Nizozemsku v provincii Severní Holandsko. Město je situované na dálnici A1 zhruba na poloviční cestě mezi Amsterdamem a Amersfoortem. Železniční stanice Naarden-Bussum je v Bussumu.

## Historie
Naarden byl rybářskou a tržní osadou s přístavem raně středověkého založení a obdržel městská práva roku 1350. Během nizozemského povstání proti španělské nadvládě zde roku 1572 došlo ke krvavým bojům a vyvraždění více než 800 místních obyvatel, v dějepise nazývanému krvavá lázeň v Naardenu. Poté, za vlády Viléma I. Oranžského, Nizozemci zbudovali kolem města (což je dnes místní část Naarden - Vesting 4 km východně od železniční stanice) pevnost s typicky renesančním hvězdicovým systémem fortifikací s dodnes téměř kompletně zachovalými hradbami, vodními příkopy a dvěma padacími mosty. Ve Francouzsko-nizozemské válce roku 1672 město zabrali Francouzi, následně poraženi vojskem Viléma III. Oranžského. Mezi léty 1673–1915 mělo město dva přístavy – vojenský a obchodní.
Historie města je vylíčena v expozici muzea v pevnosti (Nederlands Vestingmuseum).
Uvnitř zmíněné pevnosti je dobře dochované historické město Naarden se dvěma branami (Utrechtskou a Amsterdamskou), radnicí, zbrojnicí, starým větrným mlýnem, desítkami renesančních a barokních měšťanských domů a s gotickou budovou špitálu sv. Alžběty, vestavěnou do hradební zdi.
Původně katolický farní kostel sv. Víta je gotická trojlodní sloupová bazilika ze 14. a 15. století, s hranolovou věží. Před kostelem stojí bronzový pomník – socha Jana Ámose Komenského od sochaře Vincence Makovského, na soklu s československou dedikací z roku 1957. Socha je identická se starším pomníkem v Uherském Brodě.

## Komenský v Naardenu

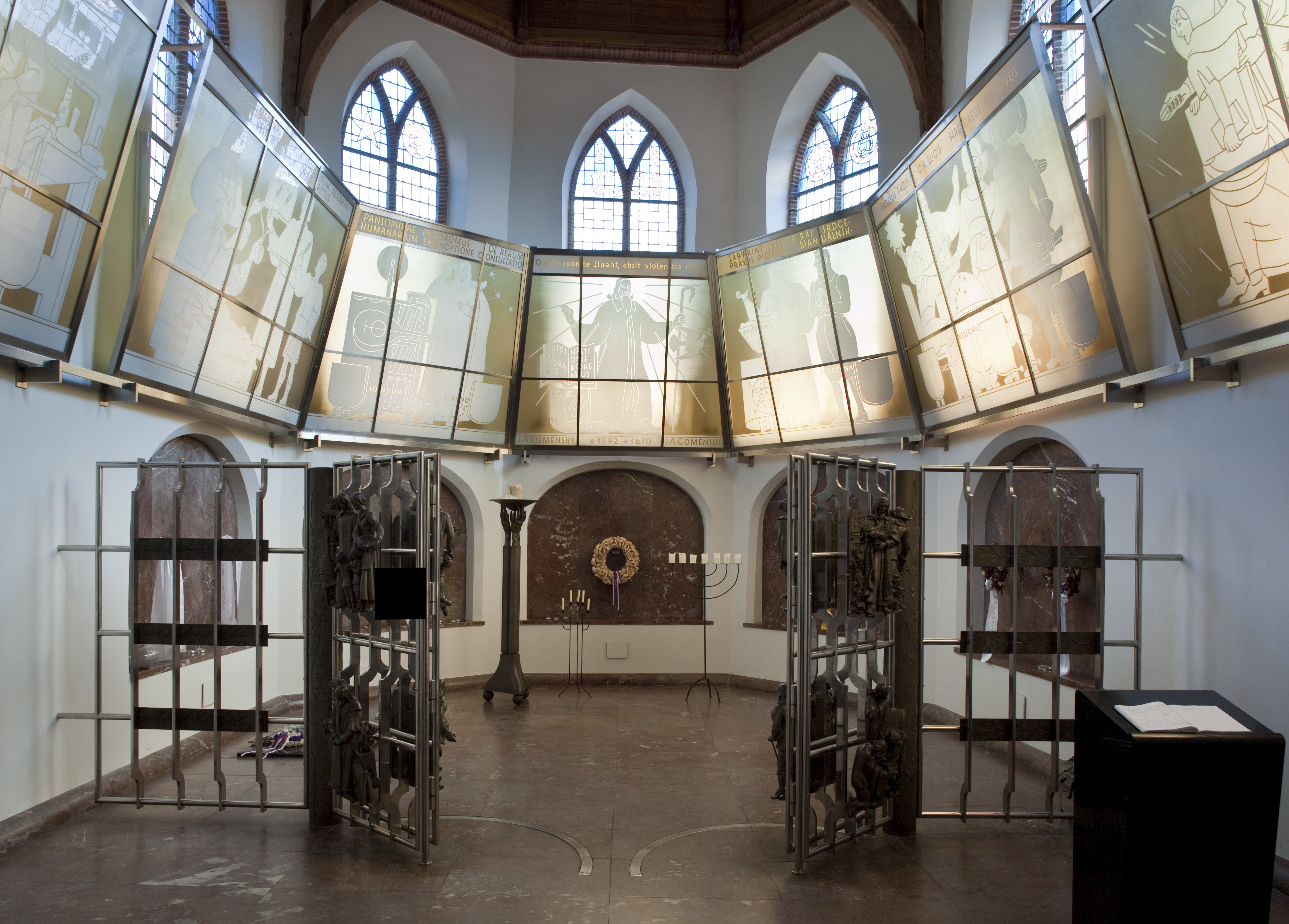
Kaple s hrobem Komenského

V Naardenu našel učitel národů, poslední biskup Jednoty bratrské, filozof a učenec Jan Amos Komenský (1592–1670) svůj azyl roku 1670, přijel sem z Amsterdamu, kde bydlel čtrnáct let od roku 1656. Kázal na pozvání svého přítele Lorenze van De Geer, syna Ludviga van De Geer, oba přátelé Komenského finančně podporovali.
Ke zdejšímu klášteru třetího řádu sv. Františka se sirotčincem na severozápadním okraji města (s adresou: Klosterstraat 33) náležel Valonský kostel, či spíše kaple, kterou vysvětil pastor Gottfried Hotton. Tam Komenský kázal a byl 22. listopadu 1670 pohřben. O týden dříve 15. listopadu 1670 zemřel v Amsterdamu. Řeholnice se pravděpodobně o nemocného Komenského při jeho naardenských pobytech staraly.
Řadový náhrobek bez nápisů a bez výzdoby s pořadovým číslem 8 byl dlouho anonymní. Roku 1836 český archeolog a historik Jan Erazim Vocel mylně hrob hledal v hlavním městském kostele a na přilehlém hřbitově. Identifikaci provedl notář a starosta města J.P. de Roeper podle rejstříku hrobů. Finanční sbírka mezi českými vlastenci, řízená učiteli, vedla roku 1871 k pietní úpravě kaple s novým náhrobkem a poprsím Komenského. Při další příležitosti v letech 1928–1929 byly Komenského ostatky vyzvednuty a antropologicky prozkoumány prof. MUDr. Jindřichem Matiegkou.
V letech 1933–1937 došlo k rekonstrukci kaple podle návrhu architekta prof. Ladislava Machoně a prof. Karla Štipla. Hrob překryla nová deska z černého mramoru a celá kaple byla upravena jako československé národní mauzoleum s řečnickým pultem, sedadly a figurální výzdobou (scénami ze života J. A. Komenského) podle návrhů Jaroslava Horejce na mřížích a bronzovým státním znakem na empoře kaple. Před okna kaple bylo instalováno sedm skleněných desek s rytými a leptanými scénami podle návrhu Jaroslava Bendy.
Po stranách vchodu do kaple jsou do stěn vsazeny pamětní desky s nápisy, které připomínají návštěvu prezidenta Tomáše Garrigua Masaryka, podíl tělovýchovné jednoty Sokol na zřízení a údržbě památníku a dalších spolků či jednotlivců.
Dodnes je kaple přístupná v rámci Muzea J. A. Komenského (Comenius Museum), které ovšem vedou Nizozemci. Sezónní výstavy zde pořádá Muzeum J. A. Komenského z Uherského Brodu.
Každoroční pietní akt u hrobu pořádají velvyslanci České a Slovenské republiky v Nizozemí za účasti různých spolků.
Obdélný dvůr bývalého kláštera a sirotčince je upraven na jednoduchý park s trávníkem a s lavičkami v habrovém loubí na východní straně. V křížení parkových cest stojí na sloupku bronzová busta J. A. Komenského, zhotovená pražským sochařem Josefem Strachovským a dovezená koncem 19. století vlastenci z Čech.
Silueta města Naarden je vyobrazena na české bankovce v hodnotě 200 Kč s motivem J. A. Komenského.

## Místní samospráva
Městská rada Naardenu se skládá ze 17 křesel, která byla v roce 2010 obsazena následovně:
- VVD – 6 křesel
- GroenLinks (Zelení) – 4 křesla
- PvdA – 3 křesla
- CDA – 3 křesla
- D66 – 1 křeslo

## Slavní lidé narození v Naardenu
- Salomon van Ruysdael (* kolem 1600) – malíř a štítař
- Willem Arondeus (1894–1943) – malíř a spisovatel, umučený nacisty za svou homosexualitu
- Bertil Schmüll (* 1946) – rytec
- Annemarie Groen (* 1955) – plavkyně
- Tom van 't Hek (* 1958) – hráč a trenér pozemního hokeje
- Marlous Pieëte (* 1989) – fotbalistka

## Slavní lidé spojení s Naardenem
- Frank Martin – švýcarský skladatel v Naardenu strávil posledních dvacet let svého života.
- Jan Amos Komenský – zemřel 15. listopadu 1670 v Amsterdamu, pohřben je v Naardenu v kapli upravené na mauzoleum, součásti muzea.

## Galerie

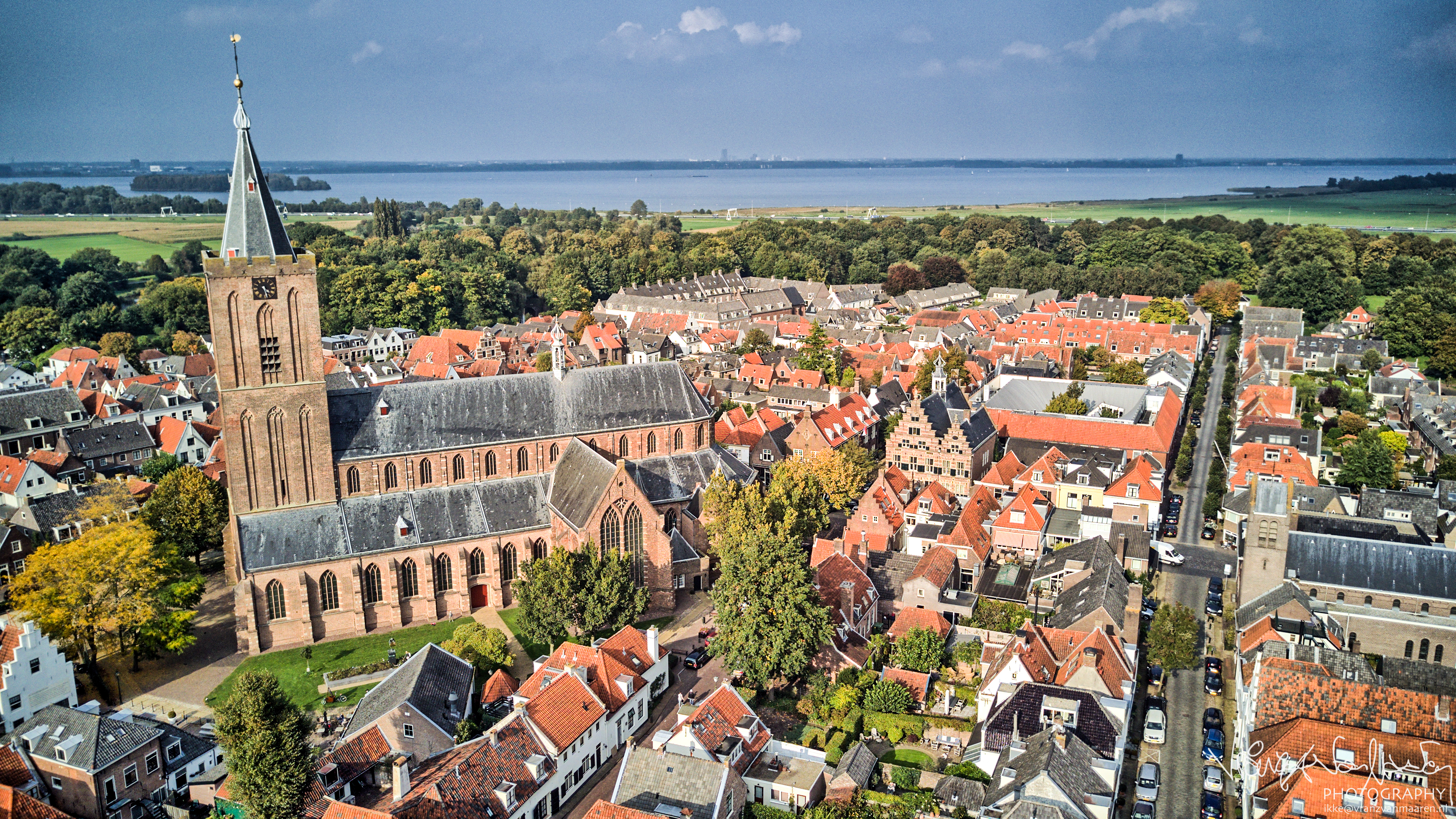
Chrám sv. Víta (Grote Kerk)
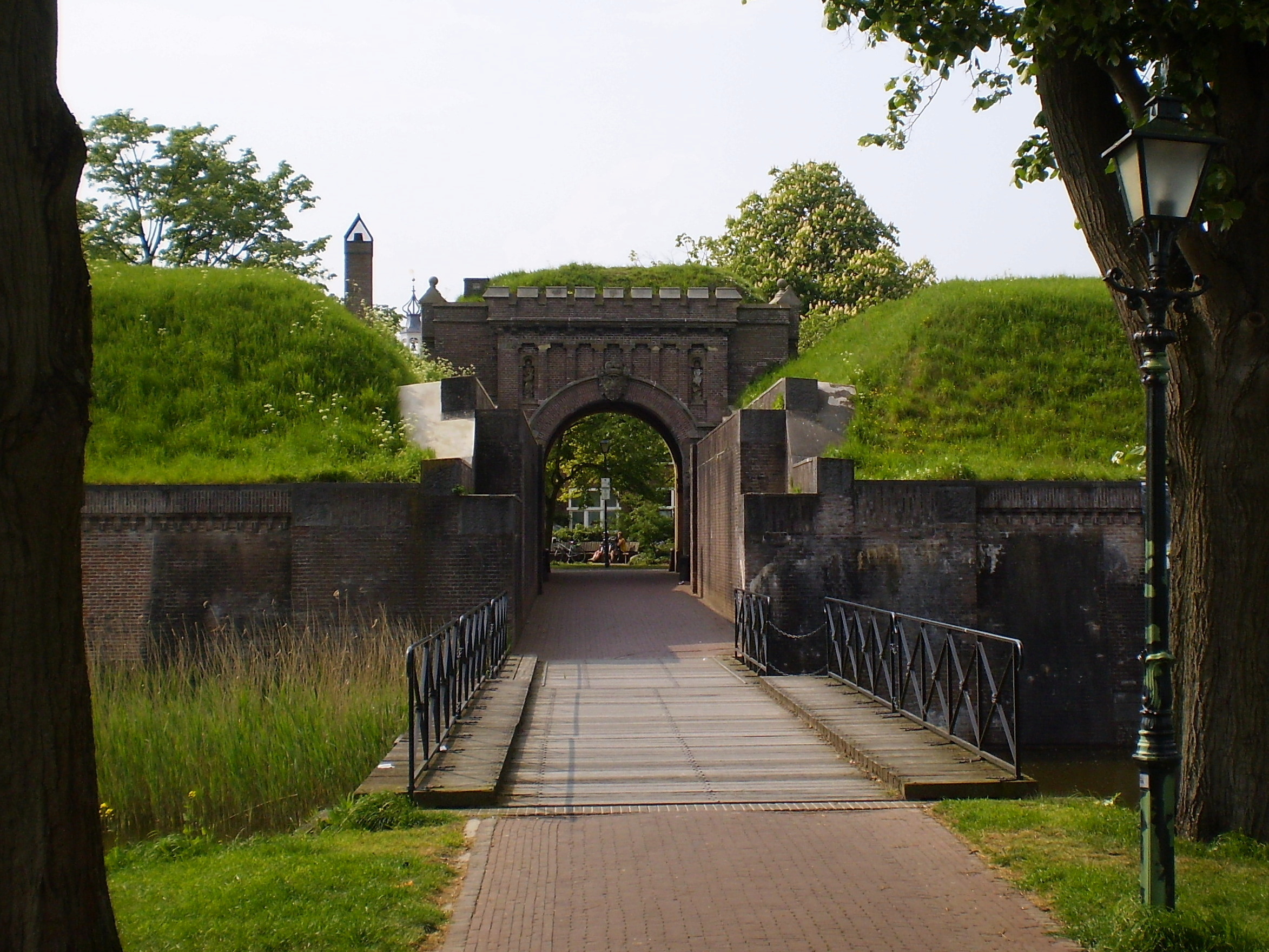
Utrechtská brána
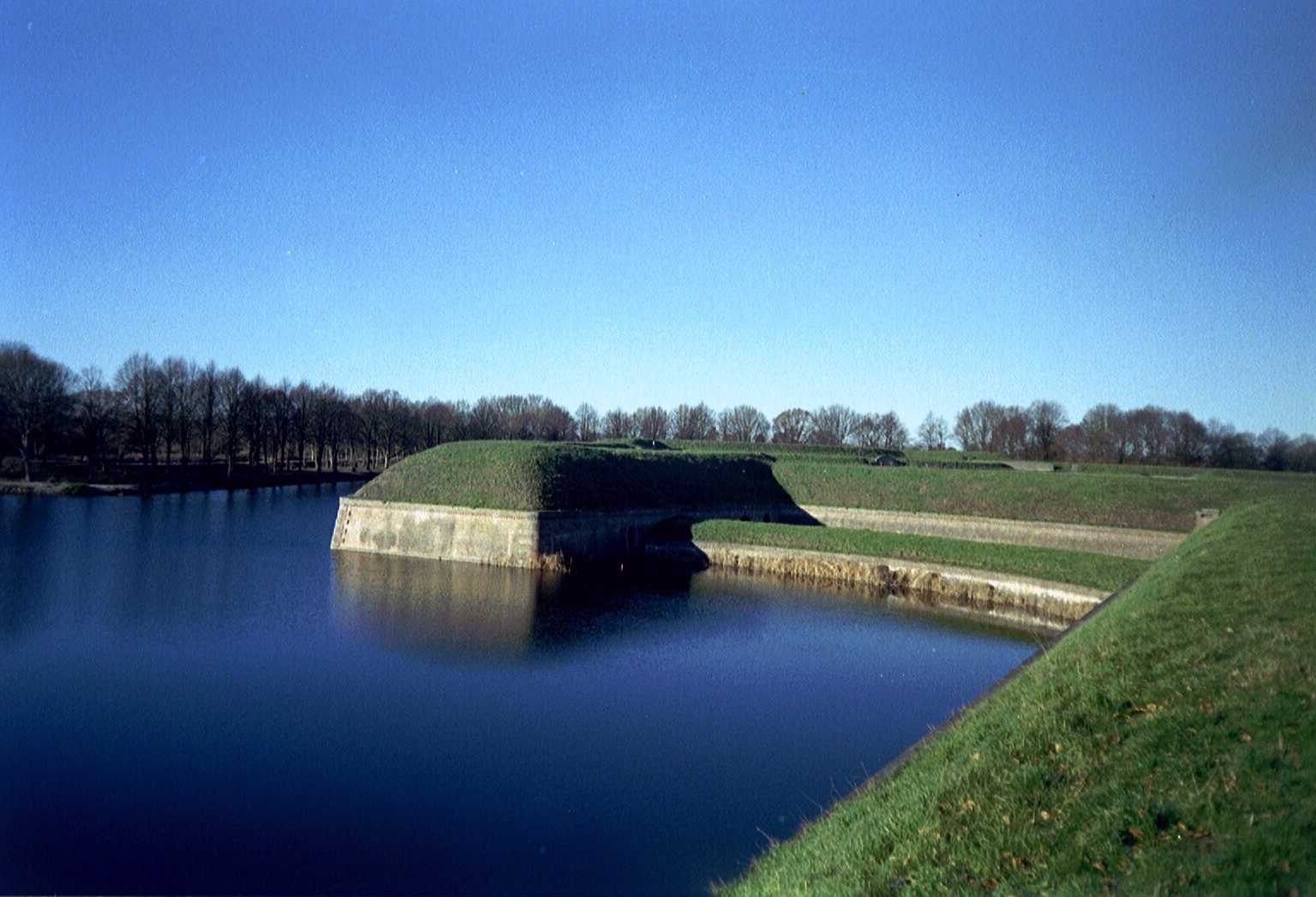
Opevnění
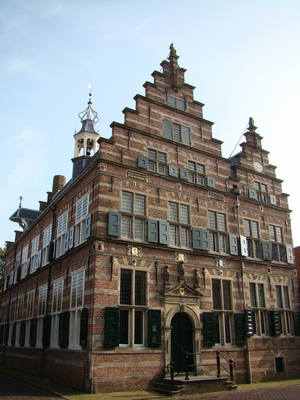
Radnice